# Meliza Haradinaj-Stublla
Meliza Haradinaj-Stublla (Pristina, 1984) es una política kosovar, que se desempeñó como ministra de Relaciones Exteriores de Kosovo de junio de 2020 a marzo de 2021. Fue miembro del partido Alianza para el Futuro de Kosovo (AAK).

## Biografía
Estudió Políticas Públicas en la Universidad Americana de Kosovo, fundada en 2003. Después de graduarse allí con una licenciatura, estudió diplomacia en la Universidad de Oxford. De 2009 a 2013 fue miembro del Ayuntamiento de Pristina. Después de eso, fue asesora política en el gabinete del primer ministro kosovar, Ramush Haradinaj, quien estuvo en el cargo de 2017 a 2019. A pesar de compartir el mismo apellido, no tiene una relación cercana con él.
En el gobierno de Avdullah Hoti, fue nombrada ministra de Relaciones Exteriores, es la primera mujer en ocupar el cargo.
También fue líder del partido Alianza para el Futuro de Kosovo (AAK). 
El 9 de marzo de 2021 renunció como ministra de Relaciones Exteriores de Kosovo y también renunció a su cargo como líder del partido AAK.
Meliza Haradinaj está casada con Dardan Stublla y tiene dos hijos.